# Nitidella
Nitidella là một chi ốc biển, là động vật thân mềm chân bụng sống ở biển trong họ Columbellidae.

## Các loài
Các loài trong chi Nitidella gồm có:
- Nitidella nitida (Lamarck, 1822)[2]